# Будинок купця 1-ї гільдії Г.Чуркіна
Будинок купця Чуркіна — пам'ятка архітектури місцевого значення, один з небагатьох збудованих до Жовтневого перевороту особняків Кременчука, що збереглися до сьогодні.

## Опис

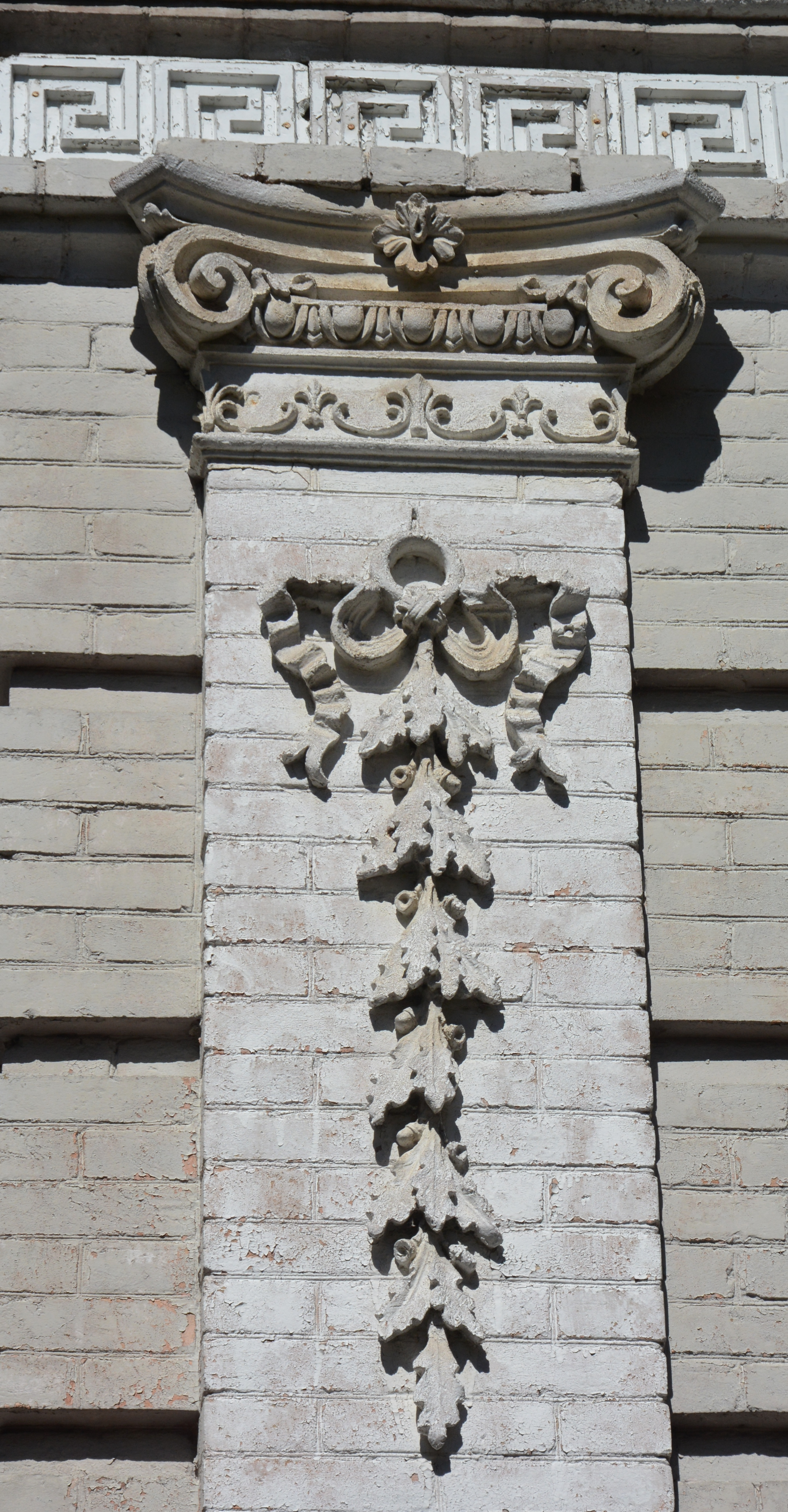
Елемент архітектурного оформлення особняку

Особняк знаходиться на вулиці Івана Приходька в Крюкові — правобережній частині Кременчука. Навпроти розташований будинок купця Алісова. 
У плануванні будівлі, у вирішенні фасадів відобразилися не лише віяння часу, а й доволі химерний смак замовника.  В архітектурі особняка Григорія Чуркіна змішалися елементи ордера класичної архітектури; деталі ліпнини виконані в стилі рококо та бароко, різновисоке шатрове покриття даху - в стилі давньоруської архітектури, тоді як асиметричність будови – данина мальовничості модерну. На фасаді будинку збереглося цікаве коване металеве кріплення, очевидно, для інформаційної вивіски; увінчує його неповторна башточка.
Іншої подібної будівлі у місті нема. Вона надає індивідуальності та романтизму всьому Крюкову.

## Історія
Григорій Єремійович Чуркін, кременчуцький купець І гільдії й меценат, розпочав будівництво власного будинку на центральній вулиці Крюкова — Херсонській (зараз — вулиця Івана Приходька). Добудований особняк був 1902 року, вже після смерті купця. Завершенням будівництва займалася вдова купця, Олена Петрівна.
Купці Чуркіни – брати Григорій, Трифон та Василь – були відомими благодійниками. Вони постійно і щедро жертвували на  Хрестовоздвиженську єдиновірську церкву, яка знаходилася у Крюкові неподалік від мосту (будівля не збереглася). 
Г.Є Чуркін за свої кошти побудував і утримував дитячий притулок, який знаходився на садибі сучасної ЗОШ № 9 (будівля не збереглася),  притулок для нужденних у Крюкові, а також заповів кошти на побудову (50977 руб.) та утримання (54220 руб.) притулку для хлопчиків в Кременчуці. 
Будівля притулку для хлопчиків була зведена вже після смерті благодійника і збереглася до наших днів - тепер це ПТУ № 26, і вона теж є об’єктом культурної спадщини міста. Ошатний двоповерховий будинок на потужному цоколі є справжньою окрасою підгірного району Кременчука.
З коштів Григорія Єремійовича Чуркіна від його імені та імені його вдови Олени Петрівни, уродженої Поддєрєгіної,  Кременчуцька міська дума щорічно асигнувала 260 руб. на утримання одного хлопчика і однієї дівчинки при місцевому притулку для бідних дітей, а також виплачувала дві щорічні стипендії в розмірі платні за вивчення юриспруденції у Кременчуцькому технічному залізничному училищі (ця будівля теж є пам’яткою культурної спадщини).
Крім того,  Г.Чуркін заповів дуже значні кошти на побудову дамби, яка мала захищати Крюків від руйнівних повеней. У документах Державного історичного архіву Санкт-Петербургу є повідомлення про його пожертву на цю справу 52993 рублі. З цієї, на той час дуже великої суми, міською думою було витрачено близько 10 тис. рублів при побудові міської лікарні для неімущих хворих (будівля знаходилася на розі сучасних вулиць Майора Борищака і Горького,  знищена у роки Другої світової війни).  
 Григорій Єремійович Чуркін своїх дітей не мав. У родині виховувалася племінниця – Мотрона Трифонівна Чуркіна, у шлюбі Тіпакова, донька рідного брата господаря, котрий з якихось причин жив за кордоном. Вона і стала спадкоємицею чуркінських капіталів. До речі, один з її синів, Володимир Федорович Тіпаков, закінчив Харківську консерваторії у класі професора Генікі, а, повернувшись до Кременчука,  був організатором і першим директором Кременчуцької профспілкової музичної школи, яку очолював до 1941 року. 
 Самому Григорію Єремійовичу Чуркіну не довелося повною мірою насолодитися своїм новим будинком. Він помер 20 липня 1900 року, на 69 році, а будівництво було завершене у 1902 р.
Після Жовтневого перевороту будівля була передана для суспільних потреб: в ній був розміщений клуб і кінотеатр «Одеон» (колишній крюківський кінотеатр «Корсо» був переобладнаний під театр і пізніше згорів). Кореспондент з Крюкова писав у газеті «Театр і музика» в 1922 році:
|  | В нашем маленьком городке хорошо работает одно кино, в котором сосредоточивается наша культурная жизнь. Это кино под названием «Одеон» вообще охотно посещается публикой. Ленты к нам привозятся из Кременчуга. И все, что идет в Кременчуге, идет, конечно, и у нас. Мы вполне довольны нашим кино и любим его, потому что благодаря кино является какое-то разнообразие в скучной и однотонной захолустнопровинциальной жизни. |

В різний час у будинку розміщувалися райвиконком, швейний цех, райком партії і райком комсомолу, ощадна каса, під час нацистської окупації – готель для німецьких офіцерів і офіцерський клуб.
1964 року в колишньому особняку розмістився Будинок техніки Полтавської обласної ради науково-технічної творчості. 1988 року заклад було перейменовано в Будинок науки й техніки Полтавського обласного правління Спілки наукових і інженерних товариств СРСР. Щорічно проводилося більше 300 заходів (семінарів, лекцій тощо), була зібрана бібліотека технічної літератури.
Пізніше в будинку розміщувалися банківські установи.
У 2018 році будинок безоплатно був переданий банком «Аваль» у власність міста. А в червні 2018 директор Кременчуцької міської художньої галереї Оксана Бойко та група міських художників виступили з пропозицією влаштувати в будинку купця Чуркіна художній музей.
Будинок до вступу в дію Закону України «Про охорону культурної спадщини  мав статус «пам’ятки архітектури місцевого значення» (охоронний номер 133-ПО), але у зв’язку зі змінами в законодавстві на підставі Наказу Управління культури Полтавської обласної державної адміністрації № 196 від 03.06.2013 «Про доповнення об’єктів культурної спадщини Полтавщини» набув статусу «щойно виявлений об’єкт архітектури».
У 2017 році у Крюкові з’явилася нова назва зупинки громадського транспорту - «Будинок Чуркіна». 

Зараз будинок купця Г.Чуркіна знаходиться в жалюгідному  стані. Він   перебуває на межі руйнування. Стіни будівлі уражені пліснявими грибами, у тому числі й дуже небезпечними - типу Aspergillum niger («чорна пліснява») та іншими, які є джерелами мікотоксинів і основними учасниками процесів біокорозії, біодеградації будівельних матеріалів та фізичного їх руйнування. Унікальний дах протікає і щілини на місцях примикань  все  розширюються. Прекрасна ліпнина розтріскалася і шматками осипається.   Взимку  будівля стоїть без опалення, що в багато разів погіршує перспективу її збереження. Поряд ростуть зрілі листяні дерева, і їхнє коріння поступово руйнує фундамент. За рік-два будинок може не витримати цих негативних впливів і зруйнуватися. 

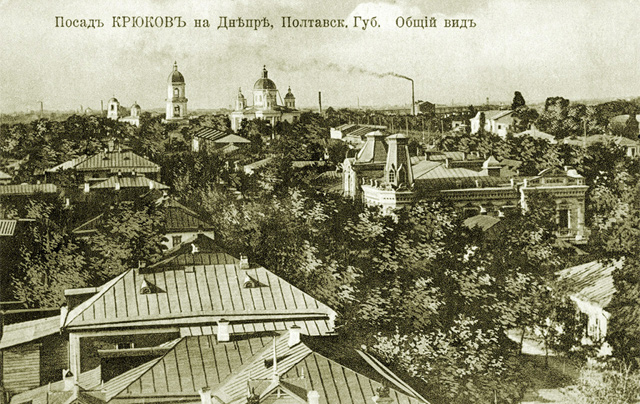
Особняк Чуркіна на листівці початку ХХ ст.